# Hibiscus ottoi
Hibiscus ottoi är en malvaväxtart som beskrevs av Arthur Wallis Exell. Hibiscus ottoi ingår i Hibiskussläktet som ingår i familjen malvaväxter. Inga underarter finns listade i Catalogue of Life.